# Список султанів Брунею

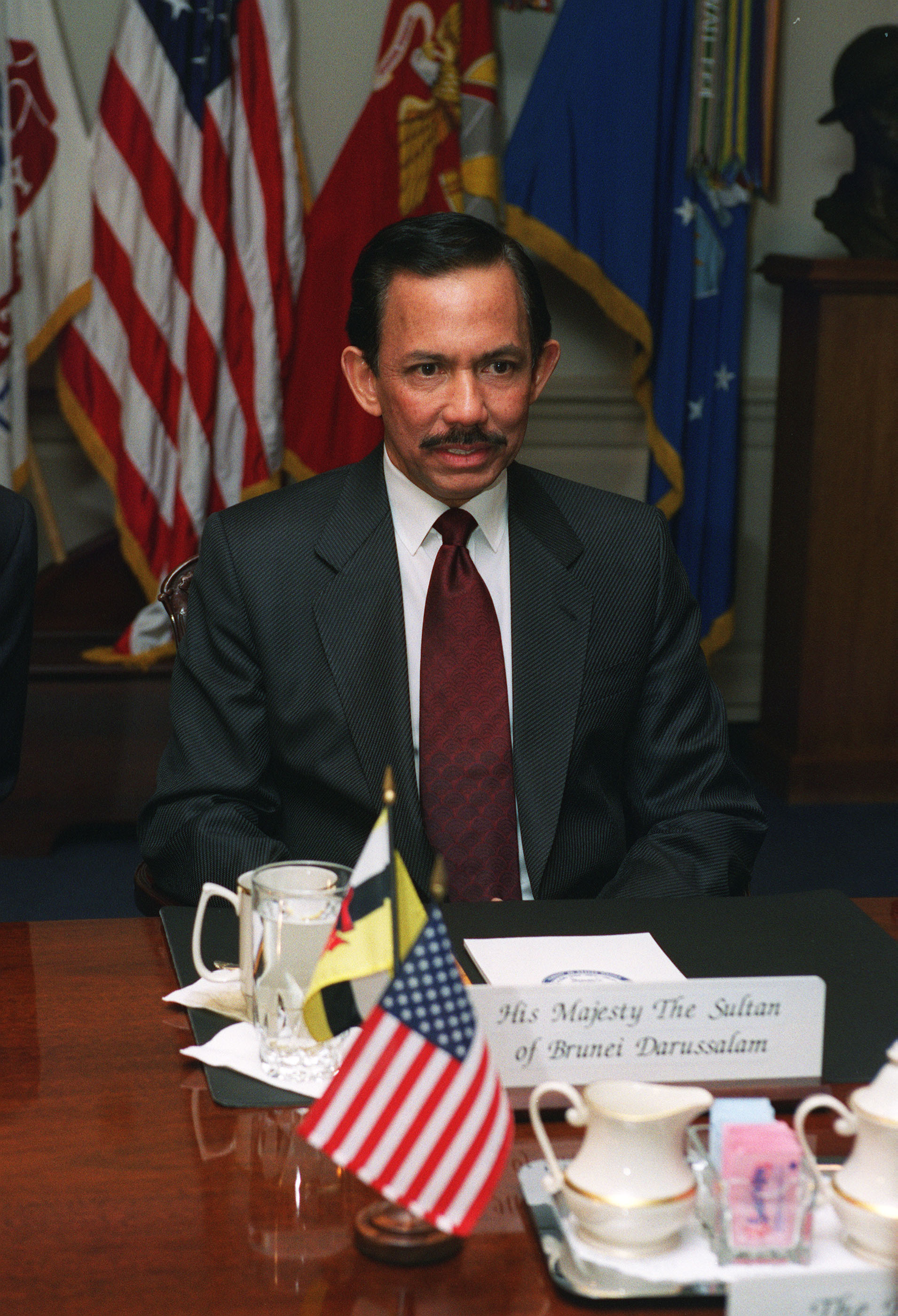
Хассанал Болкіах

Султан Брунею — є главою держави Бруней-Даруссалам, починаючи з XIV століття. Засновником султанату Бруней-Даруссалам був Мухаммад Шах, перший султан Брунею, який правив у 1363–1402 або у 1405–1415 роках.

## Список султанів
Список складається з 30 правителів, включаючи 29 султанів. В дужках наведено роки правління. Дані наведено для двох офіційних джерел, в яких вони відрізняються.
1. Мухаммад Шах (1363–1402)[1] або (1405–1415)[2]
2. Абдул Маджид Хассан (1402–1408)[1] або не правив[2]
3. Ахмад (1408–1425)[1] або (1415–1425)[2]
4. Шариф Алі (1425–1432)[1] або (1425–1433)[2]
5. Сулейман (1432–1485)[1] або (1433–1473)[2]
6. Болкіах (1485–1524)[1] або (1473–1521)[2]
7. Абдул Кахар (1524–1530)[1] або (1521–1575)[2]
8. Саїф Ріджал (1533–1581)[1] або (1575–1600)[2]
9. Шах Берунай (1581–1582)[1] або (1600–1605)[2]
10. Мухаммад Хассан (1582–1598)[1] або (1605–1619)[2]
11. Абдул Джаліл Акбар (1598–1659)[1] або (1619–1649)[2]
12. Абдул Джаліл Джаббар (1659–1660) або (1649–1652)[2]
13. Мухаммед Алі (1660–1661)[1] або (1625–1660)
14. Абдул Хаккул Мубін (1661–1673)[1] або (1660–1673)[2]
15. Мухіуддін (1673–1690)[1][2].
16. Нассаруддін (1690–1710)[1] або (1690–1705)[2]
17. Хуссін Камалуддін (1710–1730) (1737–1740)[1] або (1705–1730) (1745–1762)[2]
18. Алауддін Мухаммад (1730–1737)[1] або (1730–1745)[2]
19. Омар Алі Сайфуддін I (1740–1795)[1] або (1762–1796)[2]
20. Таджуддін Мухаммад (1795–1804)(1804–1807)[1] або (1796–1807)[2]
21. Мухаммад Алам Джамалуль I (1804)[1] або (1806–1807)[2]
22. Мухаммад Канзуль Алам (1807–1826)[1] або (1807–1829)[2]
23. Мухаммад Алам (1826–1828)[1] або (1825–1828)[2]
24. Омар Алі Сайфуддін II (1828–1852)[1] або (1829–1852)[2]
25. Абдул Момін (1852–1885). Далі джерела збігаються.
26. Хашим Джалілуль Алам Акамаддін (1885–1906)
27. Мухаммад Джамалуль Алам II (1906–1924)
28. Ахмад Таджуддін (1924–1950)
29. Омар Алі Сайфуддін III (1950–1967)
30. Хассанал Болкіах (1967-теперішній час)